# Piagge
Koordinaten: 43° 44′ N, 12° 58′ O
Piagge (im gallomarchesischen Dialekt: lë Piàg) ist ein Ort und eine ehemalige italienische Gemeinde (comune) mit etwa 1013 Einwohnern (Stand 31. Dezember 2016) in der Provinz Pesaro und Urbino in den Marken. Ortsteile von Piagge waren Cerbara und San Filippo. Piagge bildet seit 2017 zusammen mit den ehemaligen Gemeinden Orciano di Pesaro, Barchi und San Giorgio di Pesaro die neue Gemeinde Terre Roveresche. Piagge hat eine Fläche von 8,64 km², liegt in 201 m Höhe etwa 19,5 Kilometer südsüdöstlich von Pesaro und etwa 26,5 Kilometer östlich von Urbino und gehört zur Comunità montana del Metauro. Der Metauro liegt im Norden der Gemeinde.

## Geschichte
Die Ursprünge der Gemeinde liegen in der römischen Stadt Lubacaria.